# WarGames match
Uma WarGames Match é um tipo de luta no wrestling profissional usado originalmente na National Wrestling Alliance (NWA) e depois realizada anualmente na World Championship Wrestling (WCW), geralmente no evento pay-per-view Fall Brawl em setembro. Dusty Rhodes é citado com o idealizador do combate. A luta geralmente envolvia duas equipes de quatro, cinco ou mais lutadores presos dentro de uma gaiola de aço que abrangia dois ringues, mas outras variações diferentes foram feitas. O NXT usa este tipo de combate em seus eventos desde o TakeOver: WarGames em 2017.

## Lutas

### National Wrestling Alliance
- The Road Warriors (Road Warrior Hawk e Road Warrior Animal), Nikita Koloff, Dusty Rhodes e Paul Ellering derrotaram The Four Horsemen (Ric Flair, Arn Anderson, Lex Luger, Tully Blanchard e James J. Dillon) (The Great American Bash)

- The Road Warriors (Road Warrior Hawk e Road Warrior Animal), Nikita Koloff, Dusty Rhodes e Paul Ellering derrotaram The Four Horsemen (Ric Flair, Arn Anderson, Lex Luger e Tully Blanchard) e The War Machine (The Great American Bash)

- Ron Garvin, The Road Warriors (Road Warrior Hawk e Road Warrior Animal), Nikita Koloff e Dusty Rhodes derrotaram The Four Horsemen (Ric Flair, Arn Anderson, Tully Blanchard, Lex Luger e James J. Dillon) (Chicago, IL)

- Ron Garvin, Dusty Rhodes, Barry Windham e The Rock 'n' Roll Express (Ricky Morton e Robert Gibson) derrotaram Midnight Express (Bobby Eaton e Stan Lane), Big Bubba Rogers, Arn Anderson e Tully Blanchard (Long Island, NY)

- Dusty Rhodes, The Road Warriors (Road Warrior Hawk e Road Warrior Animal), Lex Luger e Paul Ellering derrotaram The Four Horsemen (Ric Flair, Arn Anderson, Tully Blanchard, Barry Windham e James J. Dillon) (Orlando, FL)

- Dusty Rhodes, Sting, Lex Luger, Nikita Koloff e Paul Ellering derrotaram The Four Horsemen (Ric Flair, Arn Anderson, Tully Blanchard, Barry Windham e James J. Dillon) (Charlotte, NC)

- The Road Warriors (Road Warrior Hawk e Road Warrior Animal), Sting, Lex Luger e Paul Ellering derrotaram The Four Horsemen (Ric Flair, Arn Anderson, Tully Blanchard, Barry Windham e James J. Dillon) (Huntsville, AL)

- The Road Warriors (Road Warrior Hawk e Road Warrior Animal), Sting, Lex Luger e Steve Williams derrotaram The Four Horsemen (Ric Flair, Arn Anderson, Tully Blanchard, Barry Windham e James J. Dillon) (Chattanooga, TN)

- The Road Warriors (Road Warrior Hawk e Road Warrior Animal), Sting, Lex Luger e Nikita Koloff derrotaram The Four Horsemen (Ric Flair, Arn Anderson, Tully Blanchard, Barry Windham e James J. Dillon) (Richmond, VA)

- Dusty Rhodes, Nikita Koloff, Lex Luger, Steve Williams e Paul Ellering derrotaram The Four Horsemen (Ric Flair, Arn Anderson, Tully Blanchard, Barry Windham e James J. Dillon) (Greensboro, NC)

- The Road Warriors (Road Warrior Hawk e Road Warrior Animal), Sting, Lex Luger e Nikita Koloff derrotaram The Four Horsemen (Ric Flair, Arn Anderson, Tully Blanchard, Barry Windham e James J. Dillon) (Cincinnati, OH)

- Dusty Rhodes, The Road Warriors (Road Warrior Hawk e Road Warrior Animal), Lex Luger e Nikita Koloff derrotaram The Four Horsemen (Ric Flair, Arn Anderson, Tully Blanchard, Barry Windham e James J. Dillon) (Filadélfia, PA)

- The Road Warriors (Road Warrior Hawk e Road Warrior Animal), Sting, Lex Luger e Nikita Koloff derrotaram The Four Horsemen (Ric Flair, Arn Anderson, Tully Blanchard, Barry Windham e James J. Dillon) (Johnson City, TN)

- Dusty Rhodes, The Road Warriors (Road Warrior Hawk e Road Warrior Animal), Sting e Nikita Koloff derrotaram The Four Horsemen (Ric Flair, Arn Anderson, Tully Blanchard, Barry Windham e James J. Dillon) (Daytona Beach, FL)

- Dusty Rhodes, The Road Warriors (Road Warrior Hawk e Road Warrior Animal), Lex Luger e Paul Ellering derrotaram The Four Horsemen (Ric Flair, Arn Anderson, Tully Blanchard, Barry Windham e James J. Dillon) (Oakland, CA)

### National Wrestling Alliance/World Championship Wrestling
- The Road Warriors (Road Warrior Hawk e Road Warrior Animal), The Midnight Express (Bobby Eaton e Stan Lane) e Steve Williams derrotaram The Fabulous Freebirds (Jimmy Garvin, Michael Hayes e Terry Gordy) e The Samoan Swat Team (Fatu e Samu) (The Great American Bash)

- The Road Warriors (Road Warrior Hawk e Road Warrior Animal), The Midnight Express (Bobby Eaton e Stan Lane) e Steve Williams derrotaram The Fabulous Freebirds (Jimmy Garvin, Michael Hayes e Terry Gordy) e The Samoan Swat Team (Fatu e Samu) (Atlanta, GA)

### World Championship Wrestling
- The Four Horsemen (Ric Flair, Barry Windham, Sid Vicious e Larry Zbyszko) derrotou Sting, Brian Pillman e The Steiner Brothers (Rick e Scott Steiner) (WrestleWar)

- Sting, Lex Luger, The Yellow Dog e El Gigante derrotaram Barry Windham, Nikita Koloff, Kevin Sullivan e The One Man Gang (East Rutherford, NJ)

- Sting, Lex Luger, The Yellow Dog e El Gigante derrotaram Barry Windham, Nikita Koloff, Kevin Sullivan e The One Man Gang; Magnum T.A. foi o árbitro convidado (Norfolk, VA)

- Sting, Lex Luger, The Yellow Dog e El Gigante derrotaram Barry Windham, Nikita Koloff, Kevin Sullivan e The One Man Gang (Richmond, VA)

- Sting, Ron Simmons, Tom Zenk e Robert Gibson derrotaram Nikita Koloff, The One Man Gang, The Diamond Studd e Richard Morton Greensboro, NC)

- Sting, El Gigante, Barry Windham e The Yellow Dog derrotaram Cactus Jack, Kevin Sullivan, The One Man Gang e Arn Anderson (Jacksonville, FL)

- Sting's Squadron (Sting, Nikita Koloff, Dustin Rhodes, Ricky Steamboat e Barry Windham) derrotou The Dangerous Alliance (Arn Anderson, Bobby Eaton, Steve Austin, Larry Zbyszko e Rick Rude) (WrestleWar)

- Sting, Davey Boy Smith, Dustin Rhodes e The Shockmaster derrotaram Sid Vicious, Vader e Harlem Heat (Kane e Kole) (Fall Brawl)

- Dusty Rhodes, Dustin Rhodes e The Nasty Boys (Brian Knobs e Jerry Sags) derrotaram Terry Funk, Arn Anderson, Bunkhouse Buck e Robert Parker (Fall Brawl)

- The Hulkamaniacs (Hulk Hogan, Randy Savage, Lex Luger e Sting) derrotou The Dungeon of Doom (Kamala the Ugandan Giant, The Zodiac, The Shark e Meng) (Fall Brawl)

- The nWo (Hollywood Hogan, Scott Hall, Kevin Nash e nWo Sting) derrotaram Lex Luger, Ric Flair, Arn Anderson e Sting (Fall Brawl)

- The nWo (Buff Bagwell, Kevin Nash, Syxx e Konnan) derrotou The Four Horsemen (Chris Benoit, Steve McMichael, Ric Flair e Curt Hennig) (Fall Brawl)

- Time WCW (Diamond Dallas Page, Roddy Piper e The Warrior) derrotou nWo Hollywood (Hollywood Hogan, Bret Hart e Stevie Ray) e nWo Wolfpac (Kevin Nash, Sting e Lex Luger) (Fall Brawl)

- Kevin Nash, Jeff Jarrett, Scott Steiner e Vince Russo derrotaram Booker T, Goldberg, KroniK (Brian Adams e Bryan Clark) e Sting (WCW Monday Nitro)

### World Wrestling Entertainment
- The Undisputed Era (Adam Cole, Bobby Fish e Kyle O'Reilly) derrotou Sanity (Alexander Wolfe, Eric Young e Killian Dain) e The Authors of Pain (Akam e Rezar) e Roderick Strong (com Paul Ellering) (NXT TakeOver: WarGames); Esta foi uma luta triple threat.[1]

- Pete Dunne, Ricochet e War Raiders (Hanson e Rowe) derrotaram The Undisputed Era (Adam Cole, Bobby Fish, Kyle O'Reilly e Roderick Strong) (NXT TakeOver: WarGames (2018))[2]